# Copa Libertadores da América de 1999
A edição de 1999 da Copa Libertadores da América  foi a 40.ª disputada ao longo da história. Foi vencida pelo Palmeiras, do Brasil, após a equipe derrotar, no tempo normal (2 a 1) e nos pênaltis (4 a 3), o Deportivo Cali, da Colômbia, em partida decisiva realizada no Estádio Palestra Itália, na cidade de São Paulo no dia 16 de junho do mesmo ano. O primeiro jogo das finais, realizado no dia 2 do mesmo mês, na cidade colombiana de Cali, no Estádio Olímpico Pascual Guerrero, teve a vitória do Deportivo, por 1 a 0.
Este foi o primeiro título da Libertadores da equipe paulista, que havia anteriormente, em 1961 e 1968, chegado ao vice-campeonato da competição. 
O técnico que conduziu o Palmeiras à conquista inédita foi Luiz Felipe Scolari, que, anos depois, levaria a Seleção Brasileira ao quinto título da Copa do Mundo da FIFA. O goleiro palmeirense Marcos (que também foi herói do Penta) foi a grande revelação e também foi considerado pela CONMEBOL o melhor jogador do torneio continental de 1999.

## História

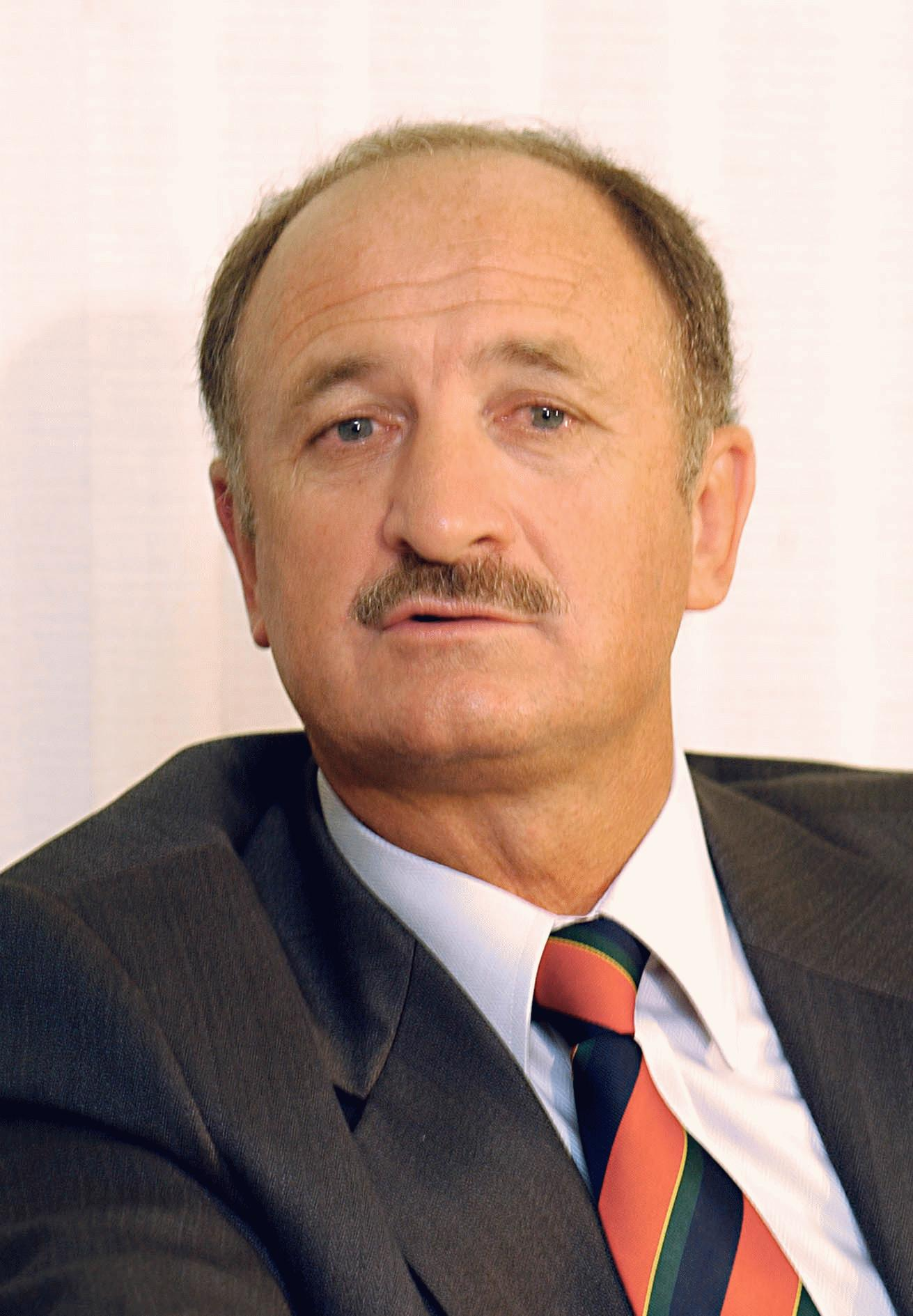
Luiz Felipe Scolari

O time base do Palmeiras, além do goleiro Marcos, que substituiu o contundido arqueiro Velloso na fase de grupos da competição, era formado pelos laterais Arce (direito) e Júnior (esquerdo); pelos zagueiros Júnior Baiano e Roque Júnior; os volantes César Sampaio e Rogério; os meio-campistas Alex e Zinho; e pelos atacantes Paulo Nunes e Oséas. Também tiveram participação importante na conquista os atacantes Evair e Euller, além do zagueiro Cléber e do volante Galeano.
Antes de chegar à final, o Palmeiras eliminou, nas semifinais, o River Plate, da Argentina, que havia eliminado o Vélez Sársfield, da Argentina, nas quartas de final. No primeiro jogo, disputado em Buenos Aires, no Estádio Monumental de Nuñes, o River derrotou a equipe brasileira por 1 a 0. Na partida de volta, realizada no Estádio Palestra Itália, o Palmeiras venceu por 3 a 0.

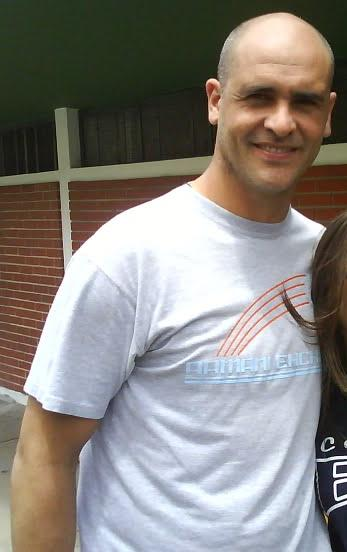
Marcos

Nas quartas de final do torneio, o Palmeiras eliminou o arquirrival compatriota Corinthians. Ambas as partidas foram realizadas no Estádio do Morumbi e terminaram com placar de 2 a 0: na primeira, a vitória foi do Palmeiras; na segunda, do Corinthians. Com isso, a decisão foi para os pênaltis, com vitória da equipe de verde e branco por 4 a 2. Eliminação parecida viria a acontecer novamente em 2000, também depois de disputa de pênaltis (5 a 4) entre os arquirrivais, porém já na fase semifinal da competição continental, que levou o Palmeiras para a decisão.
Nas oitavas de final de 1999, o Palmeiras eliminou o Vasco da Gama, que defendia o título de campeão da Libertadores da América de 1998. O primeiro jogo terminou empatado em 1 a 1 e foi disputado no Estádio Palestra Itália. Na segunda partida, realizada no Estádio São Januário, o Palmeiras venceu por 4 a 2.
Na fase de grupos, o Palmeiras se classificou na segunda colocação, com 10 pontos, atrás do Corinthians, com 12 pontos. As equipes brasileiras, ao lado do Cerro Porteño, que também se classificou, formavam o grupo 3 da competição, com o Olímpia, também do Paraguai, que ficou na lanterna, com apenas 5 pontos conquistados.

## Equipes classificadas
| País                               | Equipe                   | Classificação                                   |
| ---------------------------------- | ------------------------ | ----------------------------------------------- |
| Argentina · (2 vagas)              | Vélez Sarsfield          | Campeão do Campeonato Nacional Clausura de 1998 |
| Argentina · (2 vagas)              | River Plate              | Vice-Campeão do Campeonato Nacional de 1998     |
| Bolívia · (2 vagas)                | Blooming                 | Campeão do Campeonato Boliviano de 1998         |
| Bolívia · (2 vagas)                | Jorge Wilstermann        | Vice-Campeão do Campeonato Nacional de 1998     |
| Brasil · (2 vagas + atual Campeão) | Vasco da Gama            | Campeão da Copa Libertadores de 1998            |
| Brasil · (2 vagas + atual Campeão) | Corinthians              | Campeão do Campeonato Brasileiro de 1998        |
| Brasil · (2 vagas + atual Campeão) | Palmeiras                | Campeão da Copa do Brasil de 1998               |
| Chile · (2 vagas)                  | Colo-Colo                | Campeão do Campeonato Chileno de 1998           |
| Chile · (2 vagas)                  | Universidad Católica     | Campeão da Liguilla Pré-Libertadores de 1998    |
| Colômbia · (2 vagas)               | Deportivo Cali           | Campeão do Campeonato Colombiano de 1998        |
| Colômbia · (2 vagas)               | Once Caldas              | Vice-Campeão do Campeonato Colombiano de 1998   |
| Equador · (2 vagas)                | LDU Quito                | Campeão do Campeonato Equatoriano de 1998       |
| Equador · (2 vagas)                | Emelec                   | Vice-campeão do Campeonato Equatoriano de 1998  |
| Paraguai · (2 vagas)               | Olimpia                  | Campeão do Campeonato Paraguaio de 1998         |
| Paraguai · (2 vagas)               | Cerro Porteño            | Vice-Campeão do Campeonato Paraguaio de 1998    |
| Peru · (2 vagas)                   | Universitario            | Campeão do Campeonato Peruano de 1998           |
| Peru · (2 vagas)                   | Sporting Cristal         | Vice-campeão do Campeonato Peruano de 1998      |
| Uruguai · (2 vagas)                | Nacional                 | Campeão do Campeonato Uruguaio de 1998          |
| Uruguai · (2 vagas)                | Bella Vista              | Campeão da Mini-Liga Pré-Libertadores 1998      |
| Venezuela · (2 vagas)              | Universidad de Los Andes | Campeão do Campeonato Venezuelano de 1998       |
| Venezuela · (2 vagas)              | Estudiantes de Mérida    | Vice-campeão do Campeonato Venezuelano de 1998  |
| México · (2 vagas)                 | Necaxa                   | Campeão do Torneio Interliga de 1998            |
| México · (2 vagas)                 | Monterrey                | Vice-campeão do Torneio Interliga de 1998       |

## Primeira fase
| Equipe                   | Pts | J | V | E | D | GP | GC | SG |
| ------------------------ | --- | - | - | - | - | -- | -- | -- |
| Monterrey                | 10  | 6 | 3 | 1 | 2 | 13 | 9  | +4 |
| Estudiantes de Mérida    | 10  | 6 | 3 | 1 | 2 | 9  | 9  | 0  |
| Necaxa                   | 9   | 6 | 2 | 3 | 1 | 5  | 3  | +2 |
| Universidad de Los Andes | 4   | 6 | 1 | 1 | 4 | 5  | 11 | -6 |

|                          | EST | MON | NEC | ULA |
| ------------------------ | --- | --- | --- | --- |
| Estudiantes de Mérida    | –   | 3–0 | 0–0 | 3-2 |
| Monterrey                | 5-1 | –   | 1-0 | 4–1 |
| Necaxa                   | 2–0 | 2–2 | –   | 1–0 |
| Universidad de Los Andes | 0-2 | 2-1 | 0–0 | –   |

## Fase de grupos
O Vasco da Gama, do Brasil, campeão da Copa Libertadores da América de 1998, avançou direto para as oitavas-de-final, conforme determinava o regulamento.
- Times em verde classificaram-se as oitavas-de-final

### Grupo 1
| Equipe                | Pts | J | V | E | D | GP | GC | SG |
| --------------------- | --- | - | - | - | - | -- | -- | -- |
| Nacional              | 12  | 6 | 4 | 0 | 2 | 9  | 8  | +1 |
| Estudiantes de Mérida | 9   | 6 | 3 | 0 | 3 | 9  | 14 | -5 |
| Bella Vista           | 7   | 6 | 2 | 1 | 3 | 9  | 6  | +3 |
| Monterrey             | 7   | 6 | 2 | 1 | 3 | 10 | 9  | +1 |

|                       | BVI | EST | MON | NAC |
| --------------------- | --- | --- | --- | --- |
| Bella Vista           | –   | 5-1 | 2–0 | 0–1 |
| Estudiantes de Mérida | 2–1 | –   | 2–1 | 3–1 |
| Monterrey             | 1-1 | 4-0 | –   | 1–2 |
| Nacional              | 1-0 | 2-1 | 2-3 | –   |

### Grupo 2
| Equipe          | Pts | J | V | E | D | GP | GC | SG |
| --------------- | --- | - | - | - | - | -- | -- | -- |
| Vélez Sarsfield | 9   | 6 | 2 | 3 | 1 | 6  | 3  | +3 |
| Deportivo Cali  | 9   | 6 | 3 | 0 | 3 | 4  | 8  | -4 |
| River Plate     | 8   | 6 | 2 | 2 | 2 | 8  | 8  | 0  |
| Once Caldas     | 7   | 6 | 2 | 1 | 3 | 7  | 6  | +1 |

|                 | DCA | ONC | RIV | VEL |
| --------------- | --- | --- | --- | --- |
| Deportivo Cali  | –   | 1-0 | 1–0 | 1-0 |
| Once Caldas     | 3-0 | –   | 4–1 | 0-0 |
| River Plate     | 2-1 | 3-0 | –   | 1–1 |
| Vélez Sarsfield | 3-0 | 1-0 | 1-1 | –   |

### Grupo 3
| Equipe        | Pts | J | V | E | D | GP | GC | SG |
| ------------- | --- | - | - | - | - | -- | -- | -- |
| Corinthians   | 12  | 6 | 4 | 0 | 2 | 16 | 8  | +8 |
| Palmeiras     | 10  | 6 | 3 | 1 | 2 | 12 | 10 | +2 |
| Cerro Porteño | 7   | 6 | 2 | 1 | 3 | 14 | 20 | -6 |
| Olimpia       | 5   | 6 | 1 | 2 | 3 | 11 | 15 | -4 |

|               | CPO | COR | OLI | PAL |
| ------------- | --- | --- | --- | --- |
| Cerro Porteño | –   | 3-0 | 4-3 | 2-5 |
| Corinthians   | 8-2 | –   | 4-0 | 2–1 |
| Olimpia       | 2-2 | 1-2 | –   | 4–2 |
| Palmeiras     | 2-1 | 1-0 | 1-1 | –   |

### Grupo 4
| Equipe               | Pts | J | V | E | D | GP | GC | SG |
| -------------------- | --- | - | - | - | - | -- | -- | -- |
| Universidad Católica | 11  | 6 | 3 | 2 | 1 | 9  | 5  | +4 |
| Colo-Colo            | 8   | 6 | 2 | 2 | 2 | 5  | 7  | -2 |
| Universitario        | 7   | 6 | 2 | 1 | 3 | 7  | 8  | -1 |
| Sporting Cristal     | 5   | 6 | 0 | 5 | 1 | 7  | 8  | -1 |

|                      | COL | SCR | UCA | UNI |
| -------------------- | --- | --- | --- | --- |
| Colo-Colo            | –   | 1-1 | 1–0 | 1-0 |
| Sporting Cristal     | 1–1 | –   | 1–1 | 2-2 |
| Universidad Católica | 3-1 | 1-1 | –   | 1–0 |
| Universitario        | 2-0 | 2-1 | 1-3 | –   |

### Grupo 5
| Equipe            | Pts | J | V | E | D | GP | GC | SG |
| ----------------- | --- | - | - | - | - | -- | -- | -- |
| LDU Quito         | 10  | 6 | 3 | 1 | 2 | 10 | 8  | +2 |
| Emelec            | 9   | 6 | 3 | 0 | 3 | 9  | 12 | -3 |
| Jorge Wilstermann | 8   | 6 | 2 | 2 | 2 | 9  | 9  | 0  |
| Blooming          | 7   | 6 | 2 | 1 | 3 | 5  | 4  | +1 |

|                   | BLO | EME | JWI | LDU |
| ----------------- | --- | --- | --- | --- |
| Blooming          | –   | 2-0 | 0–0 | 3–1 |
| Emelec            | 1-0 | –   | 3-2 | 2-0 |
| Jorge Wilstermann | 1-0 | 4-2 | –   | 1–1 |
| LDU Quito         | 1-0 | 4-1 | 3-1 | –   |

## Fase final
|  | Oitavas de final      | Oitavas de final | Oitavas de final | Oitavas de final |       |                       | Quartas de final | Quartas de final | Quartas de final | Quartas de final |  |                | Semifinais | Semifinais | Semifinais | Semifinais |                |   | Final | Final | Final | Final |
|  |                       |                  |                  |                  |       |                       |                  |                  |                  |                  |  |                |            |            |            |            |                |   |       |       |       |       |
|  |                       |                  |                  |                  |       |                       |                  |                  |                  |                  |  |                |            |            |            |            |                |   |       |       |       |       |
|  | Deportivo Cali        | 2                | 0                | 2                |       |                       |                  |                  |                  |                  |  |                |            |            |            |            |                |   |       |       |       |       |
|  | Colo-Colo             | 0                | 1                | 1                |       |                       |                  |                  |                  |                  |  |                |            |            |            |            |                |   |       |       |       |       |
|  | Colo-Colo             | 0                | 1                | 1                |       | Deportivo Cali        | 2                | 1                | 3                |                  |  |                |            |            |            |            |                |   |       |       |       |       |
|  |                       |                  |                  |                  |       | Deportivo Cali        | 2                | 1                | 3                |                  |  |                |            |            |            |            |                |   |       |       |       |       |
|  |                       | Bella Vista      | 1                | 1                | 2     |                       |                  |                  |                  |                  |  |                |            |            |            |            |                |   |       |       |       |       |
|  | Bella Vista           | Bella Vista      | 1                | 1                | 2     | 2                     | 3                | 5                |                  |                  |  |                |            |            |            |            |                |   |       |       |       |       |
|  | Bella Vista           |                  |                  |                  |       | 2                     | 3                | 5                |                  |                  |  |                |            |            |            |            |                |   |       |       |       |       |
|  | Universidad Católica  | 2                | 1                | 3                |       |                       |                  |                  |                  |                  |  |                |            |            |            |            |                |   |       |       |       |       |
|  | Universidad Católica  | 2                | 1                | 3                |       |                       |                  |                  |                  |                  |  | Deportivo Cali | 4          | 2          | 6          |            |                |   |       |       |       |       |
|  |                       |                  |                  |                  |       |                       |                  |                  |                  |                  |  | Deportivo Cali | 4          | 2          | 6          |            |                |   |       |       |       |       |
|  |                       | Cerro Porteño    | 0                | 3                | 3     |                       |                  |                  |                  |                  |  |                |            |            |            |            |                |   |       |       |       |       |
|  | Emelec                | Cerro Porteño    | 0                | 3                | 3     | 1                     | 1                | 2                |                  |                  |  |                |            |            |            |            |                |   |       |       |       |       |
|  | Emelec                |                  |                  |                  |       | 1                     | 1                | 2                |                  |                  |  |                |            |            |            |            |                |   |       |       |       |       |
|  | Estudiantes de Mérida | 3                | 0                | 3                |       |                       |                  |                  |                  |                  |  |                |            |            |            |            |                |   |       |       |       |       |
|  | Estudiantes de Mérida | 3                | 0                | 3                |       | Estudiantes de Mérida | 3                | 0                | 3                |                  |  |                |            |            |            |            |                |   |       |       |       |       |
|  |                       |                  |                  |                  |       | Estudiantes de Mérida | 3                | 0                | 3                |                  |  |                |            |            |            |            |                |   |       |       |       |       |
|  |                       | Cerro Porteño    | 0                | 4                | 4     |                       |                  |                  |                  |                  |  |                |            |            |            |            |                |   |       |       |       |       |
|  | Cerro Porteño         | Cerro Porteño    | 0                | 4                | 4     | 5                     | 1                | 6                |                  |                  |  |                |            |            |            |            |                |   |       |       |       |       |
|  | Cerro Porteño         |                  |                  |                  |       | 5                     | 1                | 6                |                  |                  |  |                |            |            |            |            |                |   |       |       |       |       |
|  | Nacional              | 0                | 2                | 2                |       |                       |                  |                  |                  |                  |  |                |            |            |            |            |                |   |       |       |       |       |
|  | Nacional              | 0                | 2                | 2                |       |                       |                  |                  |                  |                  |  |                |            |            |            |            | Deportivo Cali | 1 | 1     | 2 (3) |       |       |
|  |                       |                  |                  |                  |       |                       |                  |                  |                  |                  |  |                |            |            |            |            |                | 1 | 1     | 2 (3) |       |       |
|  |                       | Palmeiras (pen)  | 0                | 2                | 2 (4) |                       |                  |                  |                  |                  |  |                |            |            |            |            |                |   |       |       |       |       |
|  | River Plate (pen)     | Palmeiras (pen)  | 0                | 2                | 2 (4) | 1                     | 0                | 1 (5)            |                  |                  |  |                |            |            |            |            |                |   |       |       |       |       |
|  | River Plate (pen)     |                  |                  |                  |       | 1                     | 0                | 1 (5)            |                  |                  |  |                |            |            |            |            |                |   |       |       |       |       |
|  | LDU Quito             | 0                | 1                | 1 (4)            |       |                       |                  |                  |                  |                  |  |                |            |            |            |            |                |   |       |       |       |       |
|  | LDU Quito             | 0                | 1                | 1 (4)            |       | River Plate           | 2                | 0                | 2                |                  |  |                |            |            |            |            |                |   |       |       |       |       |
|  |                       |                  |                  |                  |       | River Plate           | 2                | 0                | 2                |                  |  |                |            |            |            |            |                |   |       |       |       |       |
|  |                       | Vélez Sarsfield  | 0                | 1                | 1     |                       |                  |                  |                  |                  |  |                |            |            |            |            |                |   |       |       |       |       |
|  | Universitario         | Vélez Sarsfield  | 0                | 1                | 1     | 0                     | 0                | 0                |                  |                  |  |                |            |            |            |            |                |   |       |       |       |       |
|  | Universitario         |                  |                  |                  |       | 0                     | 0                | 0                |                  |                  |  |                |            |            |            |            |                |   |       |       |       |       |
|  | Vélez Sarsfield       | 0                | 4                | 4                |       |                       |                  |                  |                  |                  |  |                |            |            |            |            |                |   |       |       |       |       |
|  | Vélez Sarsfield       | 0                | 4                | 4                |       |                       |                  |                  |                  |                  |  | River Plate    | 1          | 0          | 1          |            |                |   |       |       |       |       |
|  |                       |                  |                  |                  |       |                       |                  |                  |                  |                  |  | River Plate    | 1          | 0          | 1          |            |                |   |       |       |       |       |
|  |                       | Palmeiras        | 0                | 3                | 3     |                       |                  |                  |                  |                  |  |                |            |            |            |            |                |   |       |       |       |       |
|  | Palmeiras             | Palmeiras        | 0                | 3                | 3     | 1                     | 4                | 5                |                  |                  |  |                |            |            |            |            |                |   |       |       |       |       |
|  | Palmeiras             |                  |                  |                  |       | 1                     | 4                | 5                |                  |                  |  |                |            |            |            |            |                |   |       |       |       |       |
|  | Vasco da Gama         | 1                | 2                | 3                |       |                       |                  |                  |                  |                  |  |                |            |            |            |            |                |   |       |       |       |       |
|  | Vasco da Gama         | 1                | 2                | 3                |       | Palmeiras (pen)       | 2                | 0                | 2 (4)            |                  |  |                |            |            |            |            |                |   |       |       |       |       |
|  |                       |                  |                  |                  |       | Palmeiras (pen)       | 2                | 0                | 2 (4)            |                  |  |                |            |            |            |            |                |   |       |       |       |       |
|  |                       | Corinthians      | 0                | 2                | 2 (2) |                       |                  |                  |                  |                  |  |                |            |            |            |            |                |   |       |       |       |       |
|  | Jorge Wilstermann     | Corinthians      | 0                | 2                | 2 (2) | 1                     | 2                | 3                |                  |                  |  |                |            |            |            |            |                |   |       |       |       |       |
|  | Jorge Wilstermann     |                  |                  |                  |       | 1                     | 2                | 3                |                  |                  |  |                |            |            |            |            |                |   |       |       |       |       |
|  | Corinthians           | 1                | 5                | 6                |       |                       |                  |                  |                  |                  |  |                |            |            |            |            |                |   |       |       |       |       |

## Final
Palmeiras e Deportivo Cali se enfrentaram na final do torneio. O Palmeiras teve melhor campanha na primeira fase que o Deportivo Cali e com isso teve o direito de jogar a segunda partida em casa. No primeiro jogo, o time colombiano venceu por 1 a 0, com gol do centroavante Bonilla. Em São Paulo, vitória brasileira: 2 a 1. Evair, de pênalti, e Oséas marcaram para o Palmeiras. Zapata, também de pênalti, marcou para o Deportivo.
Na soma dos resultados dos dois jogos, 2 a 2. E o campeão saiu nas disputas de pênaltis. Para o Palmeiras bateram Zinho, Júnior Baiano, Roque Júnior, Rogério e Euller. O primeiro acertou o travessão e os outros quatro marcaram. Para o Deportivo Cali bateram Dudamel, Gavíria, Yepes , Bedoya e Zapata. Os três primeiros marcaram, mas Bedoya chutou na trave lateral e Zapata chutou para fora.
| 2 de Junho de 1999 | Deportivo Cali | 1 – 0     | Palmeiras | Pascual Guerrero, Cali Público: 37.000 Árbitro: Mário Sanchez CHI |
| 20:10 (UTC-5)      | Bonilla 42'    | Relatório |           |                                                                   |

| 16 de Junho de 1999 | Palmeiras                 | 2 – 1     | Deportivo Cali | Palestra Itália, São Paulo Público: 32.000 Árbitro: Ubaldo Aquino (PAR) |
| 21:40 (UTC-3)       | Evair 65' (P) · Oséas 76' | Relatório | Zapata 70' (P) |                                                                         |

|                                                 |     | Penalidades                         |  |
| Zinho Júnior Baiano Roque Júnior Rogério Euller | 4–3 | Dudamel Gaviria Yepes Bedoya Zapata |  |

## Artilheiros
| Jogador         | Equipe                | Gols |
| --------------- | --------------------- | ---- |
| Fernando Baiano | Corinthians           | 6    |
| Víctor Bonilla  | Deportivo Cali        | 6    |
| Rubén Sosa      | Nacional              | 6    |
| Martín Zapata   | Deportivo Cali        | 6    |
| Ruberth Morán   | Estudiantes de Mérida | 6    |
| Gauchinho       | Cerro Porteño         | 6    |

## Premiação
| Campeão da Copa Libertadores da América 1999 |
| -------------------------------------------- |
| PALMEIRAS Campeão (1º título)                |